# 53 Arietis
53 Arietis è una stella azzurra di sequenza principale fuggitiva, visibile nella costellazione dell'Ariete.

## Osservazione
Si tratta di una stella situata nell'emisfero celeste boreale; grazie alla sua posizione non fortemente boreale, può essere osservata dalla gran parte delle regioni della Terra, sebbene gli osservatori dell'emisfero nord siano più avvantaggiati. Nei pressi del circolo polare artico appare circumpolare, mentre resta sempre invisibile solo in prossimità dell'Antartide. Essendo di magnitudine pari a 6,1, non è osservabile ad occhio nudo; per poterla scorgere è sufficiente comunque anche un binocolo di piccole dimensioni, a patto di avere a disposizione un cielo buio.
Il periodo migliore per la sua osservazione nel cielo serale ricade nei mesi compresi fra fine ottobre e aprile; nell'emisfero nord è visibile anche per un periodo maggiore, grazie alla declinazione boreale della stella, mentre nell'emisfero sud può essere osservata limitatamente durante i mesi dell'estate australe.

## Caratteristiche
53 Arietis è una stella di tipo B, una nana blu sulla sequenza principale con magnitudine apparente 6,1. La sua distanza è stimata sui 546 al dalla Terra, ma non è nota con assoluta precisione. Sembra sia stata espulsa, assieme a AE Aurigae e Mu Columbae, dalla regione della Nebulosa di Orione per causa non ancora chiarite con certezza.
Si tratta di una variabile Beta Cephei, ossia una variabile pulsante, con variazioni comprese fra 6,10 e 6,23 in 0,1528 giorni, per questa ragione possiede anche la sigla di stella variabile UW Arietis.